# 划蝽科
划蝽科（學名：Corixidae），又稱水椿象科、水蝽科、水𧔠科，是半翅目划蝽總科（學名：Corixoidea）下唯一的一科，為栖息于池塘和溪流中的一類小型水生昆蟲，大多為植食性。种类很多，目前在世界上已知约33属500多种。

## 字源
學名來自古希臘文，意思為小蟲。
在英語中划蝽科昆蟲被稱為水船夫（water boatmen），因為牠們擁有特化成「船槳」般的後腿，能在水中划行。

## 棲息
棲息於低海拔或平地的水田、池塘、淨水域、等等水生生物棲息地，但因水生環境汙染而數量減少。

## 外部形態
划蝽科昆蟲通常外型偏長、扁，身長最多13毫米（0.5），頭部呈三角形狀，以刺吸式口器進食，身上有極為精細的深褐色和黑色條紋圖樣在身上，共有兩對較長的腿分別為第一對與第三對腳（由上而下數起），第一對腳靠近頭部，比第三對腳短，負責捕捉、撕裂獵物，第三對腳是經過演化而形成的長後腿，有細毛可幫助划動，宛如船槳般的用途。

## 習性
划蝽科不像近親仰蝽科游動時以倒掛式划動，而是以正面朝上在池塘水中游動，可以以此特徵區分這兩科昆蟲。划蝽科是半翅目中不尋常的水生昆蟲，因為牠們大多不像肉食性水生昆蟲一樣以水中的魚類、甲殼類為食，則是以口中的刺吸式口器刺進藻類植物並放出酶消化其組織，吸入汁液為食，但也有少數划蝽科昆蟲為肉食性。划蝽科昆蟲也有天敵，像是蠑螈等兩棲動物會在池塘等水域捕食牠們。划蝽科昆蟲每年都是牠們的繁殖期，卵通常是屬於沉積的方式產於水旁、岩石或水面植物上方。